# F-Secure
F-Secure Corporation（エフセキュア、創業時の社名はData Fellows）はフィンランドのヘルシンキに本社を置く、サイバーセキュリティ関連サービスを提供する企業である。ウイルス対策、パスワード管理、エンドポイントセキュリティ、およびその他のサイバーセキュリティ製品とサービスの開発および販売をおこなっている。主力製品は法人向けのエンドポイント保護やRapid Detection Service。日本法人はエフセキュア株式会社。

## 概要
1988年、ペトリ・アラス（Petri Allas）とリスト・シーラスマア（Risto Siilasmaa）によってデータ・フェローズ（Data Fellows）として設立され、コンピュータユーザーのトレーニングと、カスタマイズされたデータベースの構築を行う。
1991年、最初の主要なソフトウェアプロジェクトを立ち上げ、アンチウイルス製品用の最初のヒューリスティックスキャナを開発。
1994年、Windows PC用の最初のアンチウイルス製品を発売。
1999年、社名をF-Secureに変更。同年、エフセキュア株式会社として日本法人が設立された。
2005年、「BlackLight」と呼ばれる、ルートキット対策技術を開発した最初の企業となる。
2015年、セキュリティコンサルテーションと脆弱性評価を専門とするデンマーク企業であるnSense社を買収し、エンタープライズ市場に進出。
2017年、航空電子機器、自動制御、および産業用制御の分野のコンサルティング会社でイタリアのInverse Path社を買収。
2018年、イギリスのセキュリティ企業であるMWR InfoSecurity社を買収。

## 主な製品
後述の不祥事以後、Amazonをはじめとする日本国内流通各社はF-Secure製品の新規仕入・販売を停止しており、同社との直接取引以外での入手は難しくなっている。

### 個人・家庭向け主要製品
F-Secure TOTAL: 以下の3つのソフトウェアからなるスイート
- F-Secure SAFE: アンチウィルス
- F-Secure FREEDOME: VPN
- F-Secure KEY: パスワードマネージャ

無料で提供している製品:
- F-Secure Online Scanner
- F-Secure Router Checker

### 企業／団体向け主要製品
- F-Secure Protection Service for Business (PSB = エフセキュア プロテクション サービス ビジネス): エンドポイント保護
- F-Secure Rapid Detection & Response: EDR
- F-Secure Rapid Detection & Response Sevice: MDR
- F-Secure Radar: 脆弱性診断サービス
- セキュリティコンサルティング

## 関連する人物
- Mikko Hyppönen（英語版） - F-SecureのChief Research Officer

## 不祥事

### 元社員によるFacebook公開個人情報無断リスト化問題
2015年11月3日、漫画家はすみとしこが描いた難民を揶揄するイラストに対してFacebook上で評価した人物400人分の氏名、居住地、勤務先、出身校などの個人情報のリストがネット上に無断で公開される問題が発生した。無断公開を行った人物は、千葉麗子のTwitterの書き込みから、千葉が反原発運動に参加するなかで知り合ったF-Secure日本法人の社員であることが特定された。この社員がSEALDsの支持者であり、千葉に「ぱよぱよちーん」という特異なツイートを繰り返し集中的に発信していたことからネット上で炎上を招き、ネット右翼により特定されるに至ったものである。
この炎上をきっかけに、同社員がコンピュータセキュリティ社内情報の不正利用をして個人情報の無断公開を行った疑惑が提起され、F-Secureに問い合わせが寄せられた結果、同法人代表キース・マーティンは調査して速やかに結果を発表することをTwitter上で公表した。同社員ははすみとしこのイラストを評価した人物に関してTwitterで「携帯からなら一発で特定。PCからProxyかましてても追い込みかけるよ。セキュリティ業界の総力あげるからな。」と投稿したり、自身の思想と合致する反原発賛同者や日本共産党投票者に対しては優先的に社の業務の発注をすることを表明していた。またこの社員は関係組織である対レイシスト行動集団をリンクしていたことから論争が醸成された。
11月4日、F-Secure社はプレスリリースにて社員によるSNSの不適切な利用があったとして、調査を続けていることを明らかにした。
11月5日、一般社団法人日本スマートフォンセキュリティ協会会長の安田浩は本件について「セキュリティ業界そのものへの不信感を抱かせるような事態に発展した」として謝罪の声明を出し、同協会の役職から同社員を更迭し他者に変更した。
同年11月6日、F-Secure社は2度目のプレスリリースを発表し、不適切なSNS利用をしたとされる社員による社内情報の不正利用はなかったと主張し、また、当該人物がすでに依願退職していると発表した。一方同日、日本スマートフォンセキュリティ協会は警視庁麹町警察署に相談を行い、捜査当局に従い実態解明に協力することを追加発表した。
同年11月13日、F-Secure社は社内調査の最終報告を発表し、個人情報を無断公開したTwitterアカウント上の人物と依願退職した同社社員とが同一であるかの確証は得られなかったと報告した。
このF-Secure社の対応について、日本セキュリティ・マネジメント学会常任理事の萩原栄幸は、同社が記者会見を開かなかったことと事実確認を行う前に当該人物の退職を公表したことに疑問を呈した。